# Ken Uehara
Ken Uehara (上原謙, Uehara Ken, 7 de novembro de 1909 – 23 de novembro de 1991) foi um ator japonês que apareceu em aproximadamente 200 filmes entre os anos de 1935 a 1990.
Graduado da Universidade Rikkyo, Uehara ingressou na Shochiku em 1935. Após a Segunda Guerra Mundial, tornou-se ator freelancer, antes de assinar contrato com o estúdio cinematográfico  da Toho. Os diretores com quem Uehara trabalhou incluem Mikio Naruse, Yasujirō Shimazu, Hiroshi Shimizu, Keisuke Kinoshita, Yasujirō Ozu e Kenji Mizoguchi. Em 1953, recebeu o Mainichi Film Awards por suas atuações em Tsuma e Fufu. Ele é o pai do cantor e também ator, Yūzō Kayama.

## Filmografia selecionada
- Arigatō-san (1936)
- Shukujo wa nani wo wasureta ka (1937)
- Ani to sono imoto (1939)
- Munekata kyōdai (1950)
- Meshi (1951)
- Entotsu no mieru basho (1953)
- Fufu (1953)
- Yama no oto (1954)
- Bangiku (1954)
- Arakure (1957)
- Waga mune ni niji wa kiezu (1957)
- Tōkyō no kyūjitsu (1958)
- Filhas, Esposas e uma Mãe (1960)
- Mothra (1961)
- Chūshingura: Hana no Maki, Yuki no Maki (1962)
- Gorath (1962)
- Kaitei Gunkan (1963)
- Shin Hissatsu Shiokinin (1977, TV)
- Edo no Kaze (1980, TV)
- Toki o Kakeru Shōjo (1983)
- Eiga joyū (1987), ele mesmo